# Satya Bhabha

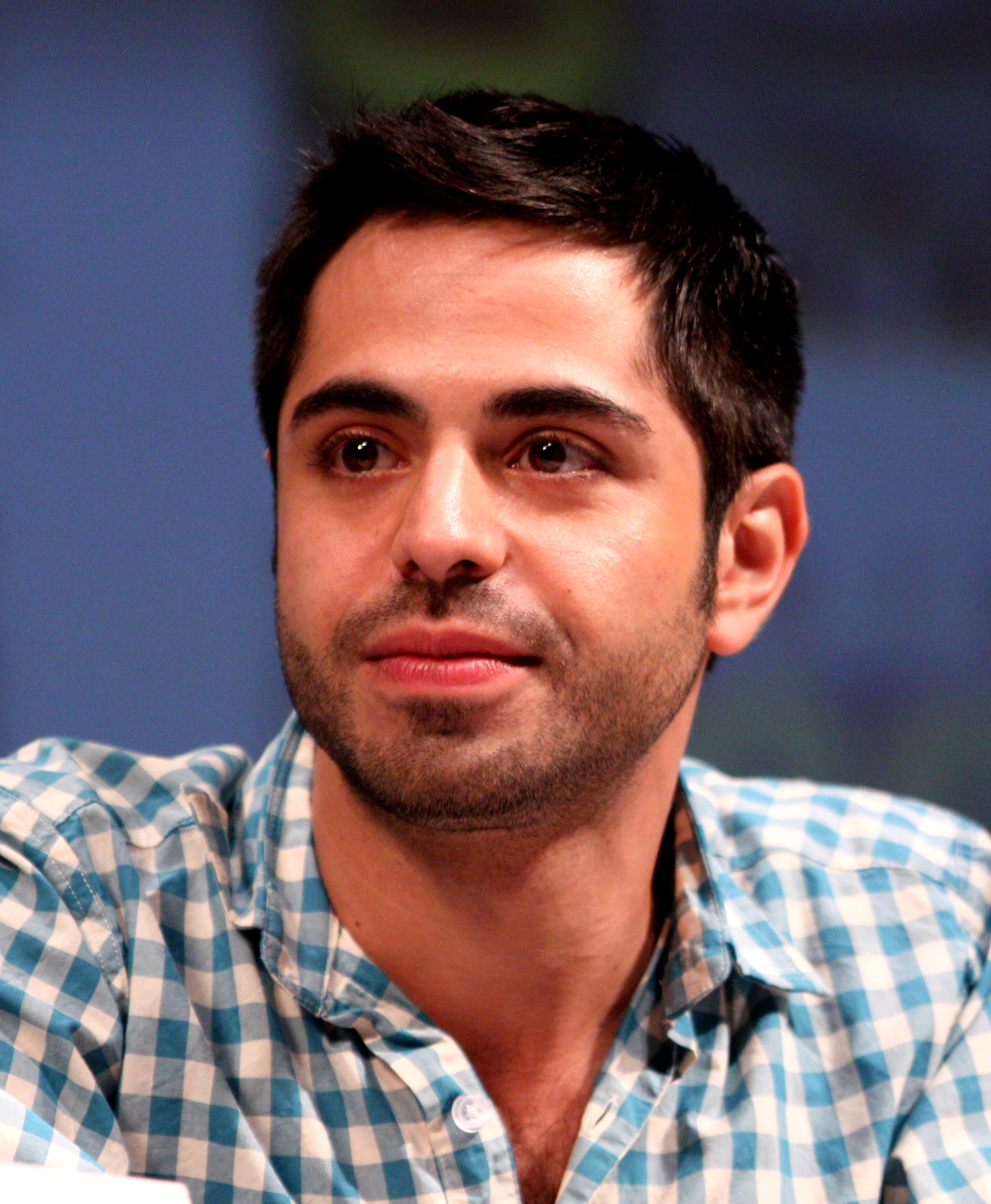
Satya Bhabha auf der Comic-Con 2010

Satya Sorab Bhabha (* 13. Dezember 1983 in London) ist ein US-amerikanischer Schauspieler.

## Leben und Karriere
Satya Bhabha wuchs mit seinem Vater Professor Homi K. Bhabha (Indischer Herkunft und parsischen Glaubens), seiner Mutter Jacqueline Bhabha (deutscher Herkunft und jüdischen Glaubens), seinem älteren Bruder Ishan und seiner jüngeren Schwester Leah in London auf und ging auch dort zur Schule. Er absolvierte sein Studium an der Yale-Universität in New Haven (Connecticut), wo er auch das Theaterspielen begann. Er war Mitglied der Studentenvereinigung Skull & Bones und ist Träger des Louis Sudler Preises für Exzellente Schauspielerische Leistungen.
2010 spielte Bhabha eine Rolle in dem Film Scott Pilgrim gegen den Rest der Welt. In dem Film Mitternachtskinder spielte er 2012 die Hauptrolle und unterschrieb im gleichen Jahr für die Rolle des Shivrang in der Sitcom New Girl. Seit jungen Jahren spielt Bhabha Cello und hatte schon Auftritte in Symphonien rund um die Welt. Er ist Mitglied in der Band He’s My Brother She’s My Sister.

## Filmografie (Auswahl)
- 2010: Scott Pilgrim gegen den Rest der Welt (Scott Pilgrim vs. the World)
- 2011: Good Wife (The Good Wife, Fernsehserie, Episode 3x01)
- 2011: Navy CIS (NCIS, Fernsehserie, Episode 9x09)
- 2012: Mitternachtskinder (Midnight’s Children)
- 2013: New Girl (Fernsehserie, 7 Episoden)
- 2023: Scott Pilgrim hebt ab (Scott Pilgrim Takes Off, Fernsehserie, Stimme)